# Сурб Аствацацин (Ачаджур)
Сурб Аствацацин (Святая Богородица) — церковь XIX века, расположенная в селе Ачаджур Тавушской области, Армения. Построена в 1860—1873 годах и является важным духовным и культурным памятником региона.

## История
Строительство церкви началось в 1860 году и завершилось в 1873 году. По имеющимся данным, её возвели греческие мастера Констандион и Дмитрианос, братья, которые после завершения строительства были похоронены на старом кладбище Ачаджура. На их надгробии сохранилась надпись на армянском и греческом языках: «Нашей церкви основатель Дмитрий и его брат Константин».
На строительство церкви жители села собрали 10 тысяч рублей, также активно участвуя в работах. В 1857 году местный житель Арутюн Меликджанян подарил для церкви колокол весом 3 пуда (около 48 кг) с надписью: «Память от Арутюна Меликджаняна, 1857 год».
Церковь быстро стала духовным центром для жителей не только Ачаджура, но и соседних деревень. В то время главный храм села — Макарванк (VI—XII вв.) — находился в полуразрушенном состоянии и был труднодоступен из-за отсутствия дороги, поэтому Сурб Аствацацин выполняла все церковные функции.
При церкви работала приходская школа, где учились дети из Ачаджура и соседних сёл.

### Советский период
В 1930-х годах, в период массовых гонений на религию, Сурб Аствацацин пострадала, как и многие другие армянские церкви. Колокольня была разрушена, здание использовалось как зернохранилище. Приходская школа закрылась и была преобразована в кинотеатр.
Колокол церкви стал школьным колоколом, а в настоящее время находится в мемориальном комплексе, посвящённом жителям Ачаджура, погибшим в Великой Отечественной войне.

## Архитектура
Сурб Аствацацин выделяется своей уникальной архитектурой. Здание построено из местного камня. Вокруг церкви расположены круглые колонны, высеченные из цельных каменных блоков. Изначально церковь имела колокольню, разрушенную в советский период.

## Современное состояние
В настоящее время церковь Сурб Аствацацин находится в ведении Первопрестольного Святого Эчмиадзина. Здание нуждается в реставрации, но продолжает оставаться важным памятником истории и культуры.
В 2023 году ученики средней школы имени Г. Тамразяна в Ачаджуре при поддержке преподавателя истории Г. Меджлумяна запустили проект «Новый дух Богородицы». Цель проекта — собрать средства для восстановления колокольни церкви, чтобы возродить её историческое значение.

### Проект «Новый дух Богородицы»
Проект создан усилиями учителя истории Г. Меджлумяна и учеников 7-го класса: А. Кокобеляна, Д.Джамаляна, А. Казаряна, Л. Мартиросян, Э. Еганяна, А. Джамалян, Г. Баласаняна и Г. Гукасяна. Инициатива имеет целью восстановление колокольни и сохранение исторического наследия Тавушской области.